# Antoni Maria Alcover
Antoni Maria Alcover Sureda (Manacor, Baleares, 1862-Palma de Mallorca, 1932) fue un religioso, escritor modernista, profesor, lingüista, folclorista y publicista español. 

## Biografía
Nació en Son Suau (actual Santa Cirga), finca situada entre Manacor y Porto Cristo, hijo de labradores acomodados. Tras estudiar latín y cultura clásica se trasladó, a los quince años de edad a Palma para estudiar en su seminario. Muy rápidamente se dio a conocer como polemista intransigente, puesto que su carácter recio[cita requerida] le hizo intervenir en furiosas polémicas. 
Su vocación literaria se despertó primero en español, y a partir del 1879 en catalán. A partir de este año inició la tarea de recoger en el catalán coloquial de Mallorca las fábulas, que empezó a publicar el 1880 con el pseudónimo de "Jordi d'es Racó". La primera fábula aparece en la revista La Ignorancia. En 1885 publica Contarelles, un recuento de narraciones de tema popular. En 1886 fue ordenado presbítero. Fue vicario de la parroquia de Manacor, y en 1888 obtuvo la cátedra de Historia Eclesiástica del Seminario. Más adelante llegaría a ser vicario general y canónigo de la Sede de Mallorca. 
En 1906, por iniciativa suya, y bajo su presidencia se celebró el Primer Congreso Internacional de la Lengua Catalana. Cuando se constituyó la Sección Filológica del Instituto de Estudios Catalanes fue nombrado presidente. Debido a la feroz disputa que mantuvo con los miembros del Instituto, esta relación terminó pronto.
Su obra magna fue el Diccionario Catalán Valenciano Balear, que no vio terminado, y que acabó su colaborador Francesc de Borja Moll.
Fuertemente enfrentado a Pompeu Fabra por su gramática, Alcover llegó a afirmar que Fabra había sido uno de los gramáticos más funestos que había tenido jamás la lengua catalana, que había pretendido imponer una ortografía exótica y que había creado un estado de violencia entre los estudiosos del catalán, haciendo de la lengua una bandera de separatismo y de odio contra España.
Entre otros, tuvo el cargo de corresponsal de la Academia de Buenas Letras de Barcelona y mantenedor de los Juegos Florales de Barcelona.
En política fue uno de los principales promotores del partido integrista en Mallorca. Inicialmente dio apoyo al movimiento autonomista de la Solidaridad Catalana. No obstante, tras su intensa pelea con el Instituto de Estudios Catalanes y la Liga Regionalista hacia finales de la década de 1910, se opuso al catalanismo político y se hizo maurista.

## Obra

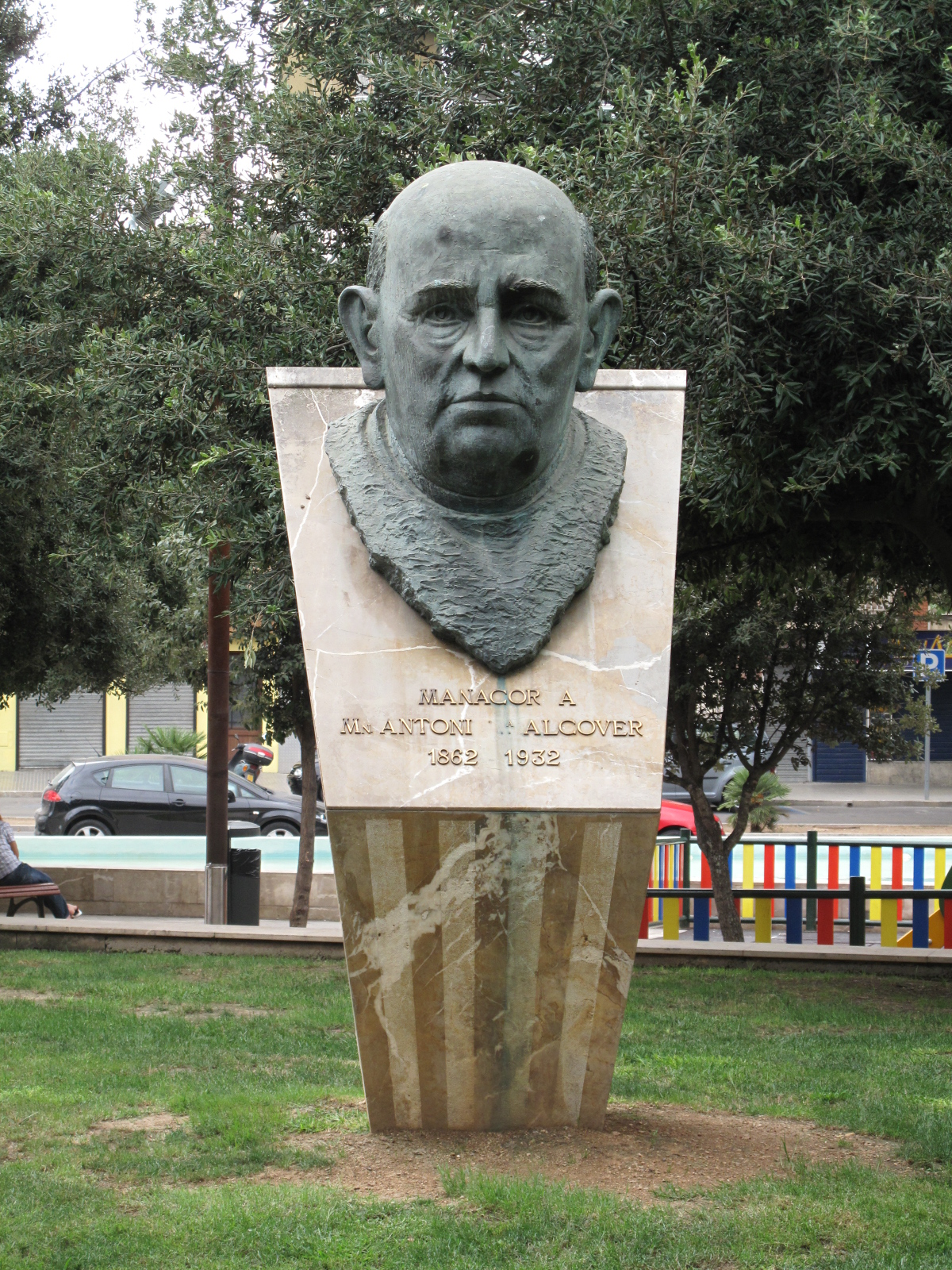
Monumento en Manacor, España.

Su producción literaria, dirigida a la investigación lingüística, la historia, la descripción de costumbres populares, la recogida de materiales folclóricos, cuando no se dedica a la polémica, es de pocos artificios, prosa sin voluntad estética, se reduce a la Recopilación de Rondallas Mallorquinas de Jordi des Racó, algunas biografías, como la Vida abreviada de Santa Catalina Tomassa, una novela de tono costumbrista (Arnau), y los dietarios de sus viajes. 
Fue impulsor del Diccionari Català-Valencià-Balear, obra lexicográfica que recoge el conjunto del léxico catalán en todos los dialectos y todas las épocas.